# Área metropolitana de Lubbock

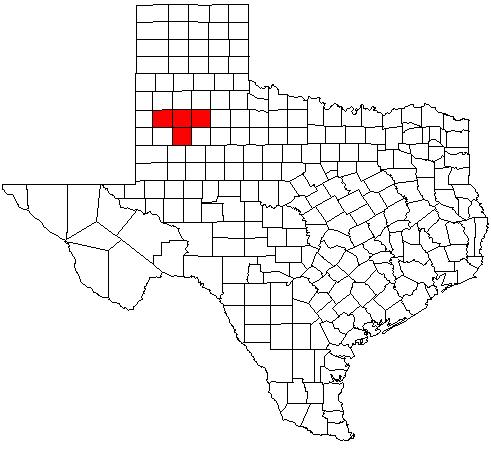
Ubicación de Lubbock en el estado estadounidense de Texas.

El Área Metropolitana de Lubbock, definida oficialmente como Área Estadística Metropolitana de Lubbock MSA por la Oficina del Censo de los Estados Unidos; es un Área Estadística Metropolitana centrada en la ciudad Lubbock, ubicada en la región del Panhandle del estado de Texas, Estados Unidos.
Cuenta con una población de 284.890 habitantes según el censo de 2010.

## Composición
Los 2 condados del área metropolitana y su población según los resultados del censo 2010:
- Crosby – 6.059 habitantes
- Lubbock – 278.831 habitantes

## Principales ciudades y pueblos del área metropolitana
- Lubbock
- Slaton
- Abernathy
- Crosbyton
- Idalou
- Lorenzo
- Ralls
- Ransom Canyon
- Shallowater
- Wolfforth